# Miss België 2019
Miss België 2019 was de 51ste editie van Miss België die op 12 januari 2019 werd gehouden in het Plopsaland Theater in De Panne, België. Elena Castro Suarez werd op het einde van de avond gekroond tot Miss België. En was daarmee de zesde Vlaamse Miss op rij. Elena was een van de jongste kandidates, en haalde het van kanshebber en stadsgenote Aline Elsermans. 

## Resultaten
| Eindresultaat    | Deelnemer                               |
| ---------------- | --------------------------------------- |
| Miss België 2019 | - Antwerpen - Elena Castro Suarez       |
| 1e eredame       | - Namen - Elodie Duchesne               |
| 2e eredame       | - Antwerpen - Aline Elsermans           |
| 3e eredame       | - West-Vlaanderen - Michelle Vermeersch |
| 4e eredame       | - Oost-Vlaanderen - Julie Boone         |
| 5e eredame       | - Brussel - Melissa Ghysels             |

### Speciale prijzen
| Prijs             | Deelneemster                 |
| ----------------- | ---------------------------- |
| Miss Talent       | Shana Vanfraechem            |
| Miss Beach        | Célia Jans                   |
| Miss Social Media | Yulia Chernyshkova           |
| Miss Charity      | Elena Castro Suarez          |
| Miss Sport        | Laura Oliveira Granja        |
| Miss Sympathy     | Nathalie Desplancke          |
| Miss Catwalk      | Josephine-Charlotte Lecluyse |

1928 · 1929 · 1930 · 1931 · 1932 · 1933 · 1934 · 1935 · 1936 · 1937 · 1938 · 1939 · 1940–1945 · 1946 · 1947 · 1948 · 1949 · 1950 · 1951 · 1952 · 1953 · 1954 · 1955 · 1956 · 1957 · 1958 · 1959 · 1960 · 1961 · 1962 · 1963 · 1964 · 1965 · 1966 · 1967 · 1968 · 1969 · 1970 · 1971 · 1972 · 1973 · 1974 · 1975 · 1976 · 1977 · 1978 · 1979 · 1980 · 1981 · 1982 · 1983 · 1984 · 1985 · 1986 · 1987 · 1988 · 1989 · 1990 · 1991 · 1992 · 1993 · 1994 · 1995 · 1996 · 1997 · 1998 · 1999 · 2000 · 2001 · 2002 · 2003 · 2004 · 2005 · 2006 · 2007 · 2008 · 2009 · 2010 · 2011 · 2012 · 2013 · 2014 · 2015 · 2016 · 2017 · 2018 · 2019 · 2020  · 2021 · 2022 · 2023 · 2024 · 2025